# Jérôme Champion de Cicé

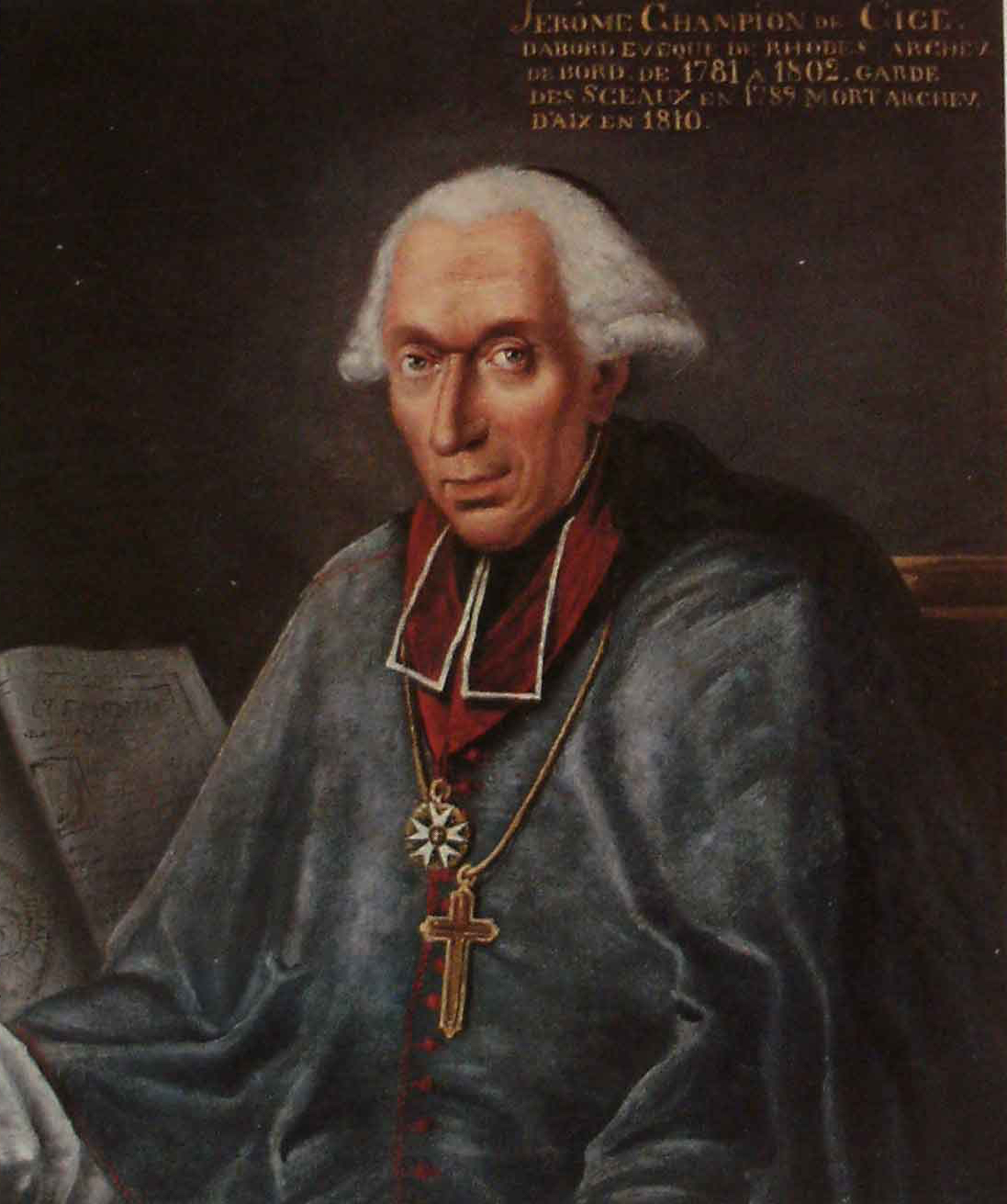
Erzbischof Jérôme Champion de Cicé

Jérôme Champion de Cicé (* 4. September 1735 in Rennes; † 19. August 1810 in Aix-en-Provence) war ein französischer römisch-katholischer Erzbischof und Politiker.

## Leben
Jérôme-Marie Champion, Graf von Cicé, entstammte einer bretonischen Adelsfamilie aus dem Schloss Cicé (südlich von Rennes, heute in Bruz). Sein älterer Bruder Jean-Baptiste Champion de Cicé wurde Bischof von Troyes und Auxerre, sein Bruder Louis-Toussaint Champion de Cicé war Chef d’escadre des armées navales. Die Ordensgründerin Adélaïde-Marie Champion de Cicé war seine jüngere Schwester. Der Missionar Louis Champion de Cicé war sein Großonkel. Er besuchte das Collège du Plessis zusammen mit Jacques Turgot, André Morellet, Loménie de Brienne und Jean-de-Dieu-Raymond de Boisgelin de Cucé.
1761 wurde er zum Priester geweiht, nachdem er bereits 1760 als Kommendatarabt von Saint-Serein de Chantemerle (im Bistum seines Bruders) eingesetzt worden war, was ihm erhebliche Einkünfte bescherte. Sein Bruder wählte ihn in Auxerre zum Generalvikar. Von 1765 bis 1770 war er eine Art Oberverwalter der Kirche Frankreichs (Agent général du clergé de France), von 1770 bis 1781 Bischof von Rodez, dann Erzbischof von Bordeaux. 1789 war er Deputierter bei den Generalständen und einer der Urheber der Erklärung der Menschen- und Bürgerrechte. König Ludwig XVI. ernannte ihn am 5. August zum Justizminister.
Am 21. September 1790 trat er zurück und emigrierte über Brüssel und Holland nach London, wo er sich von 1795 bis 1802 aufhielt. 1801 trat er auf Anweisung des Papstes von seinem Amt als Erzbischof von Bordeaux zurück und wurde am 9. April 1802 zum Erzbischof von Aix-en-Provence ernannt. Dort starb er 1810 im Alter von 74 Jahren.
Er war seit 1805 Großoffizier der Ehrenlegion.